# Osvaldo Suárez
Juan Osvaldo Roberto Suárez (Wilde, 17 de marzo de 1934-16 de febrero de 2018) fue un corredor de larga distancia de Argentina que ganó cuatro medallas de oro en los Juegos Panamericanos.  
Fue castigado por la Revolución Libertadora y culpado por recibir favores en los viajes (aún siendo un deportista destacado), por lo que no pudo estar en los Juegos Olímpicos de Melbourne 1956 cuando era candidato a ganar la maratón. Después de eso, representó a su país natal en dos Juegos Olímpicos, en 1960 y 1964.
Obtuvo el Premio Olimpia de Oro como el mejor deportista del año en 1958 y el Olimpia del Bicentenario en 2010 al mejor atleta argentino desde 1954. En 1980 fue galardonado por la Fundación Konex con el Diploma al Mérito como uno de los 5 mejores atletas de la historia argentina.
Ganó por tres años consecutivos la Corrida de San Silvestre de San Pablo, Brasil, entre 1958 y 1960.
Después de retirarse de su carrera como corredor, se convirtió en entrenador profesional y promotor del atletismo.